# Quien no corre, vuela
Quien no corre, vuela es el álbum debut del cantante, compositor y multinstrumentista español Ray Heredia, editado en 1991.
Ray Heredia, miembro fundador de la banda Ketama, abandonó la formación durante la producción de su segundo disco, para comenzar su carrera en solitario, y en 1991, con 28 años, editó este álbum, que está considerado como uno de los fundacionales del movimiento llamado Nuevo Flamenco. En él, Heredia hace honor a su apodo, El Prince Español, puesto que canta y toca percusión, palmas, piano, guitarra española, guitarra eléctrica y bajo eléctrico, además de componer 8 de los 10 temas que conforman el álbum.
Para la elaboración del álbum, Heredia contó con la participación de Teo Cardalda (quien también produjo el álbum, junto a Mario Pacheco), Jorge Pardo y Enrique de Melchor, entre otros.
Desafortunadamente, Heredia falleció pocos días después de la publicación del disco, el 17 de julio de 1991.
El año 2007, la productora Nuevos Medios reeditó el álbum, y el año siguiente, 2008, el periódico El País lanzó el disco en una edición especial.

## Canciones
1. Alegría de vivir (Ray Heredia) – 3:51
2. Cobarde (Heredia) – 3:23
3. Yo solo (Heredia) – 3:24
4. Dos hermanos (María Heredia) – 1:34
5. El Tiza (Heredia) – 0:36
6. Lo bueno y lo malo (Heredia) – 4:07
7. Súmamela bien (Heredia) – 4:25
8. Su pelo (Heredia) – 3:39
9. Quien no corre, vuela (Heredia) – 2:53
10. El padre de la criatura (Manolo Caracol/Enrique de Melchor) – 5:07

## Créditos
- Ray Heredia: voz, percusión, palmas, guitarra española, guitarra eléctrica, bajo eléctrico, piano.
- Teo Cardalda: teclados, bajo, coros, batería y producción
- Enrique Heredi 'Negri': percusión, palmas, bajo y coros
- Marcelo Fuentes: bajo
- Fernando Bellver: guitarra y guitarra eléctrica
- Dúo Triana: coros
- Bernardo Parrilla: violín
- Agustín Carbonell 'Bola': percusión
- María Heredia: coros
- Antonio Carbonell: coros y percusión
- Jorge Pardo: saxos
- Enrique de Melchor: guitarra
- Liliana Romero: diseño
- José Luis Garrido y Juan Miguel Cobos: ingeniería de sonido
- Mario Pacheco: fotografía y producción